# Holothuria pseudofossor
Holothuria pseudofossor is een zeekomkommer uit de familie Holothuriidae.
De wetenschappelijke naam van de soort werd in 1930 gepubliceerd door Elisabeth Deichmann.